# Protogastraceae
Protogastraceae là một họ nấm thuộc bộ Boletales.